# Brian Fee
Brian Fee est un réalisateur, scénariste et animateur américain. Notamment connu pour avoir réalisé et co-écrit Cars 3, il a été artiste de storyboard sur Cars, Cars 2, WALL-E et sur Monstres Academy. Il occupe également les postes de producteur et de comédien de voix.

## Filmographie

### comme réalisateur
- 2017 : Cars 3
- 2022 : Cars : Sur la route

### comme scénariste
- 2017 : Cars 3 de lui-même, histoire originale avec Eyal Podell, Jonathon E. Stewart et Ben Queen
- 2022 : Cars : Sur la route

### comme storyboardeur
- 2006 : Cars de John Lasseter et Joe Ranft (storyboard) avec Dan Scanlon, Josh Cooley, Mark Andrews, Steve Purcell et Brenda Chapman
- 2007 : Ratatouille de Brad Bird (storyboard) avec Ronnie Del Carmen, Josh Cooley, Enrico Casarosa, Teddy Newton et Peter Sohn
- 2008 : Wall-E d'Andrew Stanton (storyboard) avec Peter Sohn
- 2011 : Cars 2 de John Lasseter et Brad Lewis (storyboard) avec Josh Cooley

### comme animateur
Cinéma
- 1998 : Pocahontas 2 : Un monde nouveau de Tom Ellery et Bradley Raymond
- 1999 : Fractured Fairy Tales: The Phox, the Box, and the Lox de Steve Moore (court, assistant animateur)
- 2000 : The Indescribable Nth de Steve Moore (court, assistant animateur)
- 2000 : Joseph, le roi des rêves de Rob LaDuca et Robert C. Ramirez
- 2000 : La Petite Sirène 2 : Retour à l'océan (designer des accessoires)
- 2003 : Les 101 Dalmatiens 2 : Sur la trace des héros de Jim Kammerud et Brian Smith (designer des accessoires)
- 2004 : Mulan 2 : La Mission de l'Empereur de Darrell Rooney et Lynne Southerland (designer des accessoires)
- 2005 : Tarzan 2 : L'Enfance d'un héros de Brian Smith (designer des accessoires)
- 2013 : Monstres Academy de Dan Scanlon

Télévision
- 2000 : Les Aventures de Rocky et Bullwinkle de Des McAnuff ( épisode)
- 2001 : Harvey Birdman, Attorney at Law (1 épisode)

### comme producteur
- 2009 : Tracy de Dan Scanlon

### comme acteur de doublage
- 2006 : Cars de John Lasseter et Joe Ranft
- 2009 : Tracy de Dan Scanlon : Tracy Knapp